# Camporosso (Ligurien)
Camporosso (im Ligurischen: Campurùssu) ist eine norditalienische Gemeinde mit 5611 Einwohnern (Stand 31. Dezember 2023) in der Region Ligurien. Politisch gehört sie zur Provinz Imperia und liegt im Ballungsraum von Ventimiglia.

## Geographie
Camporosso liegt in der äußersten Riviera di Ponente, an der Riviera dei Fiori bei Ventimiglia. Die Gemeinde ist historisch die erste Ortschaft des Val Nervia und gehört zu der Comunità Montana Intemelia.
Mit seinen 300 Metern Strand wurde Camporosso seit 2001 jährlich mit der Blauen Flagge ausgezeichnet und ist in der Guida Blu der Umweltorganisation Legambiente verzeichnet. Von besonderem Interesse sind die Naturoase entlang der Mündung des Flusses Nervia und der von der Gemeindeverwaltung aufgewertete Strand von Camporosso.
Nach der italienischen Klassifizierung bezüglich seismischer Aktivität wurde die Gemeinde der Zone 3 zugeordnet. Das bedeutet, dass sich Camporosso in einer seismisch wenig aktiven Zone befindet.

## Klima
Die Gemeinde wird unter Klimakategorie C klassifiziert, da die Gradtagzahl einen Wert von 1301 besitzt. Das heißt, die in Italien gesetzlich geregelte Heizperiode liegt zwischen dem 15. November und dem 31. März für jeweils 10 Stunden pro Tag.

## Kulinarische Spezialitäten
In der Umgebung wird auch der einzig nennenswerte DOC-Rotwein Liguriens angebaut – der Rossese di Dolceacqua.

## Söhne und Töchter der Stadt
- Francesco Maria da Camporosso (1804–1866), Kapuziner, Heiliger der römisch-katholischen Kirche
- Martino Finotto (1933–2014), Autorennfahrer